# Trinity Rodman
Trinity Rodman (Newport Beach, Califòrnia, 20 de maig de 2002) és una futbolista estatunidenca. Juga com a davantera en el Washington Spirit de la National Women's Soccer League dels Estats Units. És la futbolista més jove a ser triada en un draft de la NWSL.

## Biografia
Filla del exbasquetbolista Dennis Rodman, Trinity va començar a jugar futbol amb SoCal Blues als deu anys. Va guanyar quatre campionats nacionals en l'Elite Clubs National League i el seu equip va mantindre una ratxa invicta de cinc anys.
Rodman inicialment es va comprometre a jugar futbol universitari per UCLA Bruins abans de canviar d'opinió i decidir seguir els passos del seu germà major en el Washington State Cougars. No obstant això, no va jugar cap partit a la universitat, ja que la seua temporada de primer any va ser cancel·lada a causa de la pandèmia de COVID-19.

## Trajectòria
Rodman va decidir convertir-se en professional abans de debutar amb la universitat. En 2021, va ser seleccionada per Washington Spirit en la segona posició del draft de la NWSL, convertint-se en la jugadora més jove a ser triada en un draft de la lliga.
El 10 d'abril de 2021, va fer el seu debut professional marcant un gol en el partit contra el North Carolina Courage en la NWSL Challenge Cup 2021, després de 5 minuts d'haver entrat com a substituta.